# Cu rốc tai đen
Megalaima incognita là một loài chim trong họ Megalaimidae.